# Паспорт гражданина Мальты
Не следует путать с Паспортом гражданина Мальтийского ордена.
Паспорт гражданина Мальты (мальт. passaport Maltin, англ. Maltese Passport) — документ, который выдаётся гражданам Мальты, для осуществления поездок за границу (за границу Европейского Союза и Европейской экономической зоны). Каждый гражданин Мальты также имеет гражданство Европейского союза.

## Внешний вид
Паспорт гражданина Мальты полностью соответствует стандартам Европейского союза. На бордовой обложке в центре расположен герб Мальты, над ним — фраза «Европейский союз» (мальт. Unjoni Ewropea) и название страны, внизу — название документа (мальт. Passaport) и символ биометрического паспорта.

## Визовые требования для граждан Мальты

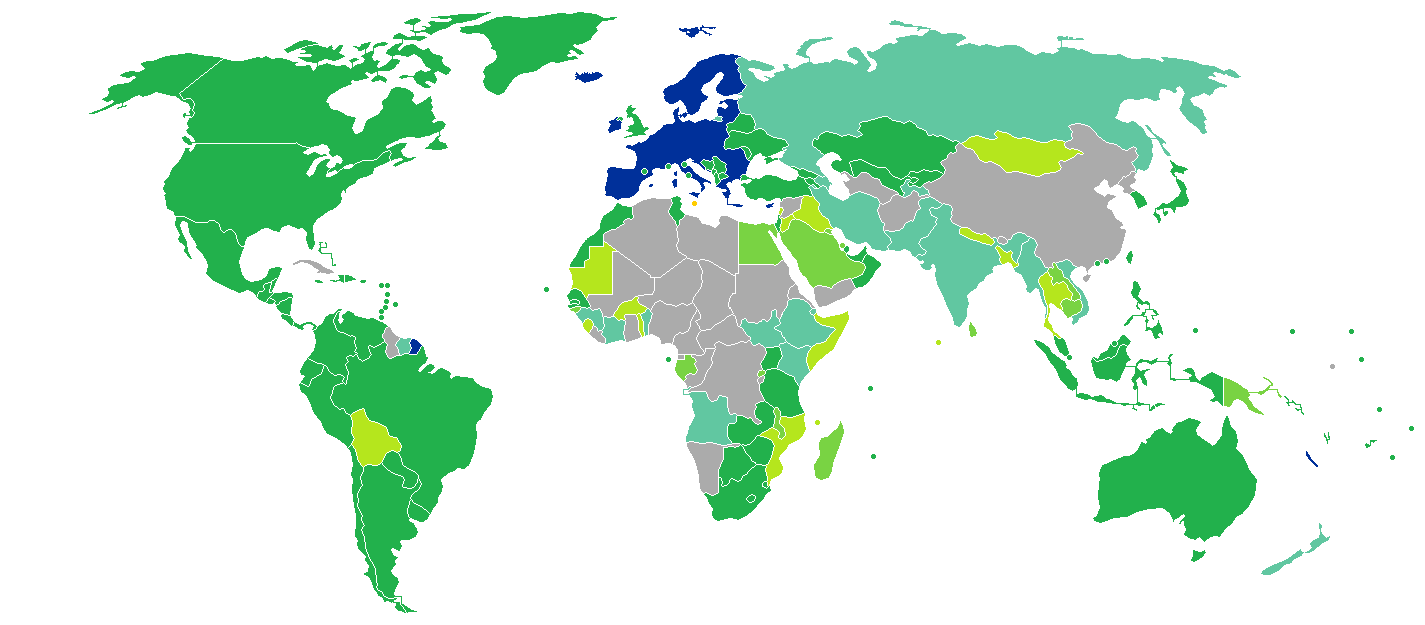
Страны и территории с безвизовым и визовым въездом граждан Мальты
Мальта
Свободное перемещение
Виза не требуется
Виза по прибытии
Электронная виза
Виза по прибытии и онлайн
Требуется предварительное получение визы

По данным на январь 2020 года граждане Мальты имели право свободного въезда (без получения визы или с получением визы по прибытии) в 183 страны мира, в том числе право свободного перемещения в рамках Европейской экономической зоны. Паспорт Мальты занял 9 место в Индексе паспортов, публикуемом консалтинговой компанией Henley & Partners совместно с ИАТА. Гражданам Мальты для посещения Российской Федерации требуется виза.
Мальта является одной из наиболее популярных стран, предоставляющих инвестиционное гражданство.